# 范夫人城
范夫人城为汉朝城池，在西汉漠北匈奴部境。
范夫人城扼夫羊句山峡北口，为河西走廊要道。即今蒙古国南戈壁省古尔班赛汗山西部哈尔戛音达坂北、达兰扎达加德西北。一说约在今内蒙古百灵庙北。原本为汉朝将领所筑，将领去世，其妻范夫人率余众保卫，因以为名。汉武帝征和三年（前90年），贰师将军李广利兵败范夫人城，降匈奴。